# Ro-55 (1944)
Ro-55 (1944) — підводний човен Імперського флоту Японії, споруджений у 1944 році (можливо відзначити, що у складі Імперського флоту також існував човен Ro-55, виведений зі складу флоту ще в 1940 році). 
Корабель, який спорудили на компанії Mitsui Zosensho у Тамано, належав до типу Kaichū VII (також знаний як клас Ro-35).  
27 січня 1945-го Ro-55 вирушив з Куре на бойове патрулювання біля західного узбережжя філіппінського острова Лусон, де ще на початку місяця висадився десант союзників у затоці Лінгайєн. Ввечері 7 лютого в районі дещо більш ніж за сотню кілометрів на південь від входу до затоки човен спробував атакувати конвой. Американський ескортний есмінець «Томасон» зі складу охорони конвою виявив радаром субмарину, а після її занурення скинув серію глибинних бомб. Ймовірно, саме цей бій став останнім для Ro-55, який загинув разом з усіма 80 членами екіпажу.